# El Chinaco
El Chinaco är en ort i Mexiko.   Den ligger i kommunen Villagrán och delstaten Guanajuato, i den centrala delen av landet, 220 km nordväst om huvudstaden Mexico City. El Chinaco ligger 1 742 meter över havet och antalet invånare är 1 534.
Terrängen runt El Chinaco är platt åt nordväst, men åt sydost är den kuperad. Runt El Chinaco är det tätbefolkat, med 613 invånare per kvadratkilometer. Närmaste större samhälle är Celaya, 10,8 km öster om El Chinaco. Omgivningarna runt El Chinaco är en mosaik av jordbruksmark och naturlig växtlighet.